# Althée
Pour l’article homonyme, voir Althea.
 (août 2016).
Althée (en grec ancien Ἀλθαία / Althaía) est un personnage de la mythologie grecque, fille de Thestios et d'Eurythémis, est l'épouse d'Œnée (roi de Calydon). Elle est la mère de Méléagre, Tydée, Mélanippe, Déjanire et Agélas.

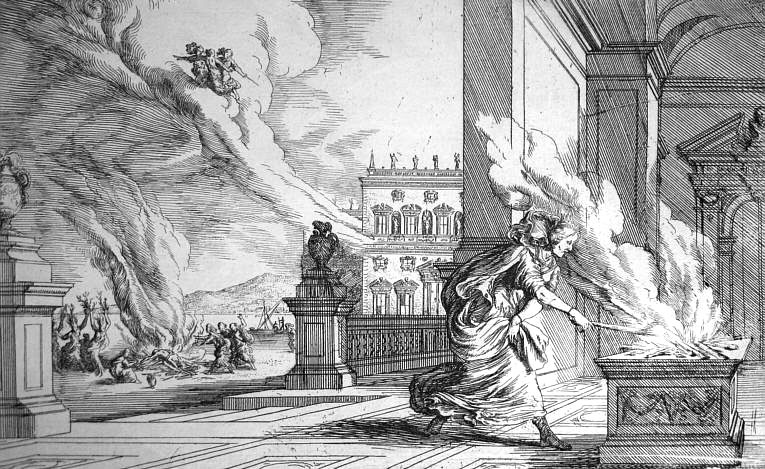
Althée jetant la bûche pour venger la mort de ses frères. Gravure de Johann Wilhelm Baur.

## Famille
Althaée était la fille du roi Thestios et d'Eurythémis, et était sœur de Léda, Hypermnestre, Iphiclos, Euippus.
Elle était également l'épouse d'Œnée, le roi de Calydon, et la mère par lui de nombreux enfants. Des fils : Méléagre, Toxeus, Thyreus (aussi appelé Phérès ou Phereus), Clymenus, Agélas (Agéleus) et Périphas. Et des filles : Déjanire, Gorge, Mélanippe et Eurymède (les deux dernières étaient incluses parmi les Méléagrides (en)) .
Selon certains auteurs, Méléagre était le résultat d’une liaison avec le dieu grec Arès tandis que Déjanire était la progéniture d’Althéa et du dieu Dionysos.
D'après Hygin, Ancée est le fils de Poséidon et d'une certaine Alta, : il s'agit peut-être plutôt d'Althée.

## Étymologie
Althée ou Althea (en grec ancien Ἀλθαία / Althaía), est un dérivée du verbe althainein qui signifie guérir ; cette variante du prénom grec Althaia se traduit par « guérisseuse » ou « celle qui possède des pouvoirs de guérison ».

## Mythe

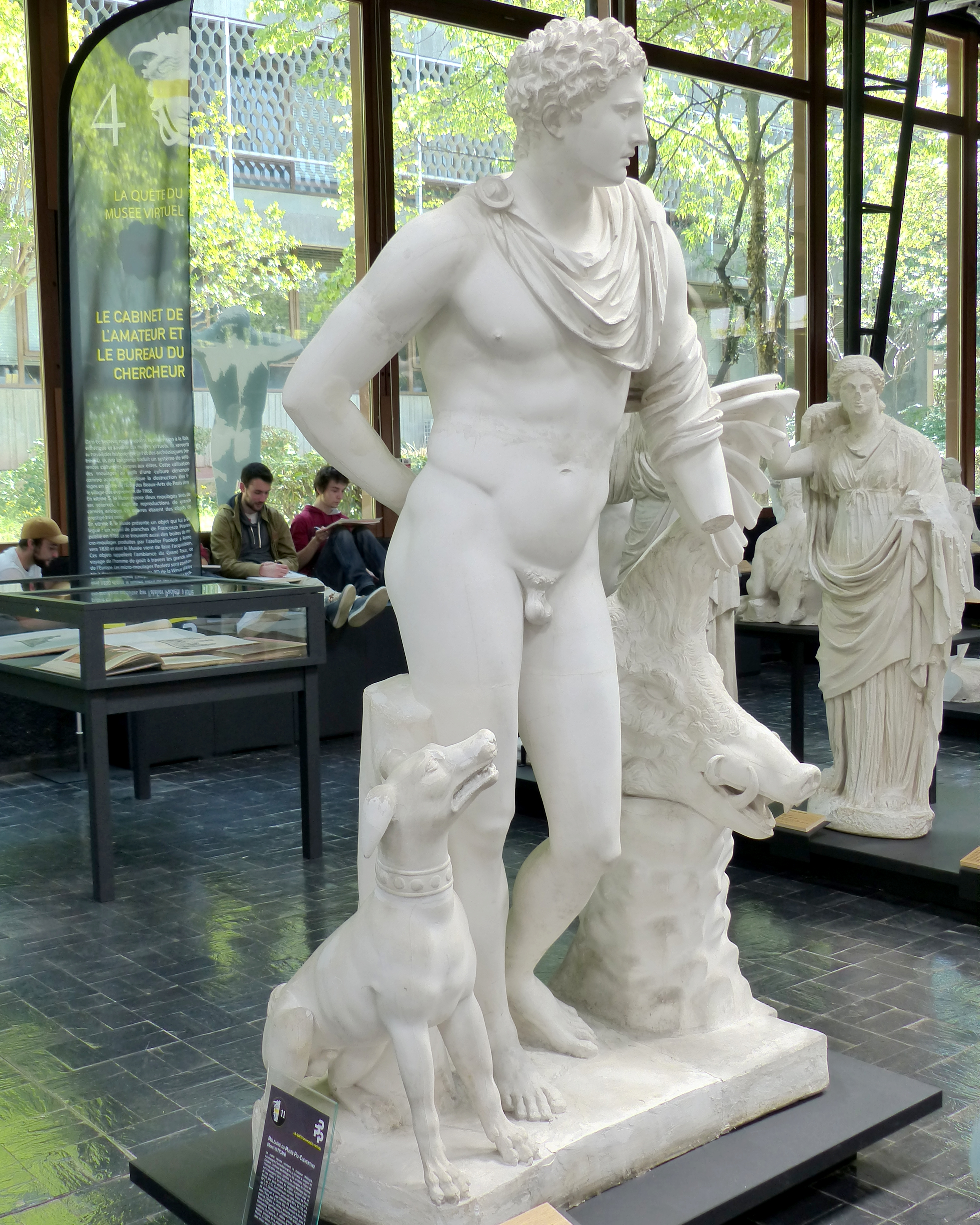
Statue de Méléagre

À la naissance de Méléagre, les Moires lui prédisent qu'il mènerait une vie glorieuse, tant que les tisons du foyer familial ne sont pas consumés par le feu. Althée éteignit alors immédiatement la bûche et la dissimula afin de protéger la vie de son fils.
Plus tard, faisant des sacrifices pour obtenir une bonne récolte, Œnée, oublie d'honorer les autels de la déesse Artémis (ou Diane) ce qui provoque la colère de celle-ci. Irritée, la déesse décide d'envoyer un sanglier ravager la région de Calydon.
Ayant atteint l'âge adulte, Méléagre décide d'organiser la chasse au sanglier et y convie de grands héros grecs, parmi lesquels Jason, Thésée, Télamon, Nestor, Castor et Pollux, ainsi que Plexippe et Toxée, fils de Thestios et frères d’Althée. Atalante, future argonaute est présente et Méléagre en tombe amoureux. La bête est tuée : le premier coup est donné par Atalante, le coup fatal par Méléagre. Désireux d’honorer sa bien-aimée, il lui offre la tête et la peau du sanglier, ce qui suscite la jalousie de ses deux oncles, Plexippe et Toxée, qui la convoitaient également. Au cours de leur querelle, Méléagre les tue. En apprenant la mort de ses frères, Althée se décide à tirer vengeance de son fils. Les sentiments de sœur d'Althée l'emportèrent sur ceux de mère, et elle jeta la bûche conservée depuis sa naissance au feu. Elle se consume et Méléagre meurt. Accablée de remords et se souvenant de la prophétie, elle sombre dans la folie et se donne la mort.
Selon un autre mythe, Dionysos aurait demandé à Œnée de lui prêter son épouse Althée. En guise de récompense, Œnée aurait reçu de ce dieu un plant de vigne, qui jusqu'alors, était inconnu dans son royaume.

## Présence dans la culture littéraire

### Le matricide dans la littérature de l'Antiquité

#### À travers le mythe de Méléagre dans l'Iliaded'Homère
L’histoire de Méléagre est racontée par Homère et par les mythographes. Dans sa version, Althée est tiraillée entre sa colère de sœur qui vient de perdre ses frères, tués de la main de son fils, et ses sentiments de mère, fière de la victoire de ce dernier. Elle ne peut se résoudre à tuer son fils de ses propres mains, alors elle ne cesse de supplier les dieux - ce qui ne manque pas d'irriter son fils qui, de son côté, savoure sa victoire dans les bras d'Atalante - afin qu'ils accomplissent sa tâche déchirante à sa place : 

« Méléagre oubliait la gloire dans les bras de cette épouse, nourrissant le chagrin qui le consumait, courroucé des imprécations que sa mère Althée ne cessait d'adresser aux dieux, dans le désespoir qu'elle ressentait de la mort de son frère, qu'il avait tué dans un combat. Elle tombait à genoux, frappait de ses mains à coups redoublés la terre nourrice des hommes, appelait le cruel Pluton et l'horrible Proserpine, et les conjurait, en arrosant son sein d'un torrent de larmes, de donner la mort à son fils. »

#### Dans lesMétamorphosesd'Ovide
Althée, qui fêtait l'exploit de son fils Méléagre, ne songe plus qu'à le punir quand elle apprend le meurtre de ses propres frères. Elle se souvint alors de la souche de bois, qu'elle avait sauvegardée et dont dépendait la vie de son fils. Les Parques en effet avaient annoncé, lors de sa naissance, qu'elles accordaient à l'enfant la même durée de vie qu'à ce morceau de bois. Se sentant tenue de venger ce meurtre et partagée entre son amour pour ses frères et son amour maternel, elle fait préparer un feu, dans lequel elle hésite longtemps à faire disparaître la souche fatidique. Finalement, la sœur en elle l'emporte : bien consciente de commettre une abomination, elle décide non sans déchirement de sacrifier la vie de son fils en invoquant les déesses de la vengeance, sûre ainsi d'accomplir un devoir sacré à l'égard de ceux de son sang. Désespérée, elle jette le tison dans le feu, maudissant sa famille et désirant rejoindre ses frères dans la mort :

« Althée apporte cette souche, fait entasser des bûches de pin
et des débris de bois, puis elle y boute un feu ravageur.
Alors, quatre fois, elle tenta de poser la souche sur les flammes,
quatre fois, elle se retint ; la mère et la sœur en elle sont en lutte. »

### Le matricide dans la littérature des Temps Modernes
Plusieurs réécritures de l’histoire de Méléagre sont réalisées en France entre 1580 et 1650, cet infanticide, rappelant celui perpétré par Médée et mêlant les sentiments d’une mère et l’expression des devoirs d’une sœur qui doit sauver l'honneur de ses frères, peut être commis de manières bien différentes selon les dramaturges. Les trois réécritures suivantes proposent de grandes variations en ce qui concerne l'élaboration de l'infanticide :

#### Pierre de Bousy,Méléagre:
Bousy évoque dans les sonnets du paratexte « l’horreur » et « le sanglant Eschafaut ». En jouant sur le motif amoureux et la déploration d’Althée sur les corps de ses frères, Boissin cherche le pathétique.

#### Alexandre Hardy,Méléagre:
Le Méléagre d’Alexandre Hardy est d’une violence extrême et programme une lecture politique. De même, Alexandre Hardy a retiré tout sentiment maternel à Althée, et n’a rien gardé ni de la douleur, ni de la lutte de sentiments qu’Ovide lui avait attribué dans ses Métamorphoses. Pour se rendre compte de la différence qui existe entre les sentiments de ces deux femmes comparons leurs discours : "Quatre fois elle fait un effort pour poser le tison sur le feu, quatre fois elle s’arrête indécise ; en elle la mère et la sœur se combattent et ces deux noms tirent un seul et même cœur en sens contraires. Tantôt l’horreur du crime qu’elle va commettre fait pâlir son visage ; tantôt les feux de la colère font monter à ses yeux leurs rouges lueurs ; parfois il semble que ses traits menaçants annoncent je ne sais quelle action cruelle, parfois ils offrent l’expression de la pitié ; à peine l’ardeur sauvage de son courroux a-t-elle séché ses larmes qu’elle trouve encore des larmes. Comme un vaisseau, entraîné d’un côté par le vent, de l’autre par le flot, subit ces deux forces contraires et leur obéit dans sa course incertaine ; ainsi la fille de Thestius flotte irrésolue entre des sentiments divers ; tour à tour sa colère se calme et aussitôt après se réveille."

#### Isaac de Bensérade,Méléagre:

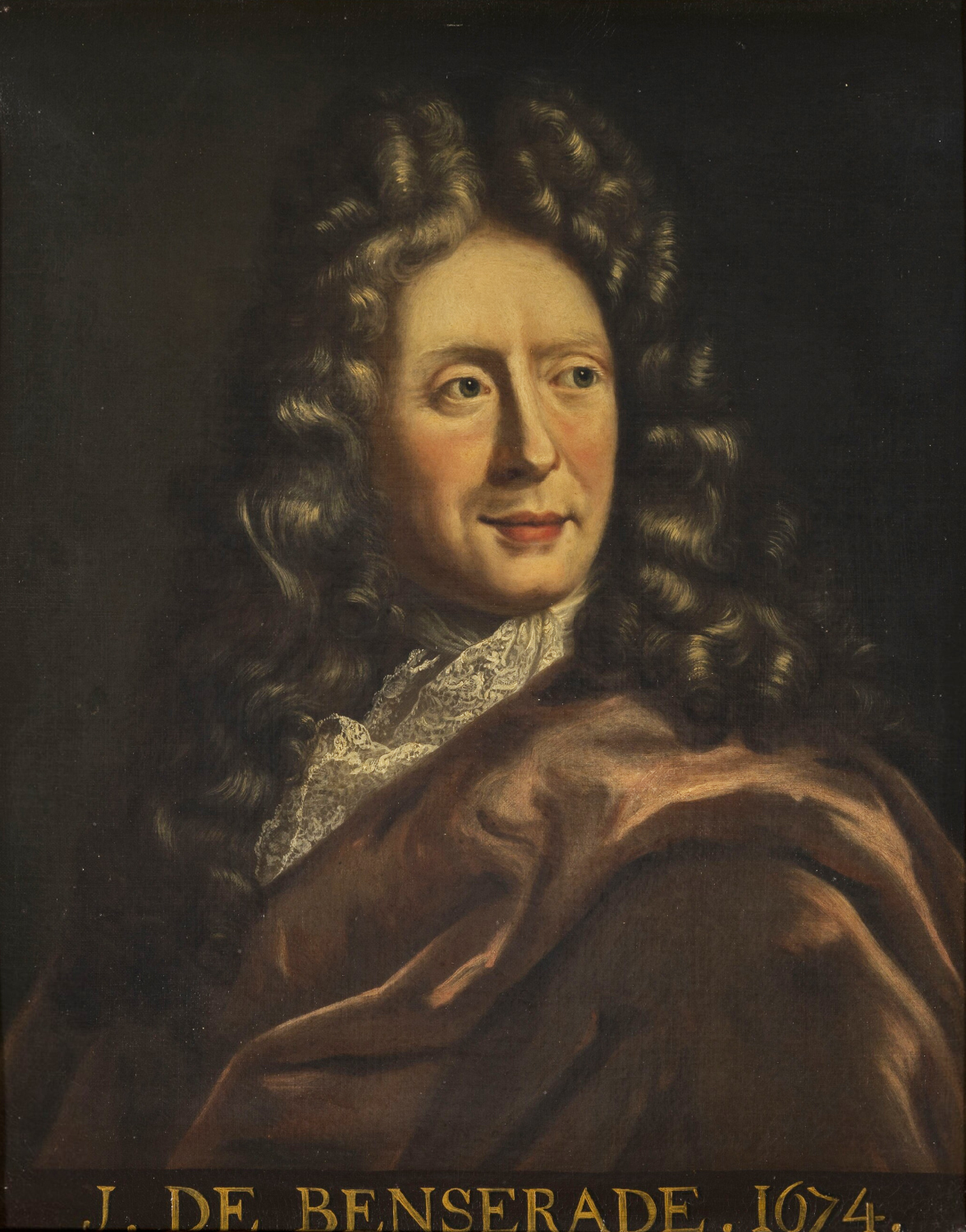
Portrait d'Isaac de Bensérade

Contrairement à La Mesnardière qui imagine à partir de ce mythe une fable morale et juste pour un spectacle qui rejette l’horreur et agence des scènes violentes avec modération, Bensérade, lui, semble suivre les leçons du théoricien mais sa représentation du meurtre d'Althée n’est pas sans cruauté : en effet, le personnage de Méléagre est soumis à un sort en apparences beaucoup plus atroce que dans les autres réécritures puisqu'il meurt en se consumant durant tout le dernier acte dans d'horribles souffrances.

## Interprétations modernes
Althée est un exemple tragique d'infanticide,,

## Sources
- Pseudo-Apollodore, Bibliothèque [détail des éditions] [lire en ligne], I, 8, 2.
- Diodore de Sicile, Bibliothèque historique [détail des éditions] [lire en ligne], IV, 34.
- Homère, Iliade [détail des éditions] [lire en ligne], IX, 529.
- Ovide, Métamorphoses [détail des éditions] [lire en ligne], VIII, 270 et 455.
- Pausanias, Description de la Grèce [détail des éditions] [lire en ligne], X, 31, 4.
- Sénèque, Médée, III, 3.